# 太陽能車
太陽能車（英語：Solar vehicle）是一種利用太陽能板發電做為動力的一種車輛。目前尚未有正式商品上市，大多僅見於相關競賽之中。

## 研究

### 台灣
Apollo
Apollo，又稱高應大阿波羅太陽能車隊。是高雄應用科技大學艾和昌教授於1998年所創立的太陽能車隊。
Apollo V
Apollo V 是台灣在各項國際太陽能車大賽中，拿到最佳名次的車輛，在2007年世界太陽能車挑戰賽中拿到世界第二名。
Apollo VI
Apollo VI 是為了2010年世界太陽能車挑戰賽更新的賽規而特別打造，最近一次出賽是2015年辦於阿布達比的賽事，獲得技術創新獎第二名，
該次出賽也是台灣隊伍首次在太陽能挑戰賽中，遭中國方面施壓，要求將隊服及車輛上的國旗拿下。
Apollo VII
Apollo VII 為新型態的太陽能車，突破以往單人駕駛的限制，在2013年出賽世界太陽能車挑戰賽的新賽制，獲得世界第六名。
Apollo VIII
Apollo VIII 繼承了 VII 的概念，採取雙人座配置，外觀特色為雙船體設計之低風阻外型，在2017年10月參加世界太陽能車挑戰賽20周年賽事。於當年6月30日發表，獲得世界第六名。
Apollo IX
Apollo IX 仍採用雙人座配置，為台灣首輛以雙馬達及全懸吊為獨立雙A臂設計的太陽能車，外觀特色為後方左右兩側之風道，原訂參加2020美國太陽能車挑戰賽，可惜因疫情影響無法參賽。

#### Formosun
Formosun，又稱台大機械太陽能車隊是台灣大學鄭榮和教授於1999年12月創辦的機械太陽能車隊，其命名來源為Formosa(福爾摩沙)和sun(太陽)的結合。
Formosun I
Formosun I 是Formosun的第一款太陽能車，於1999年12月開始研發與製造，並於2002年8月進行第一次環島試車。
Formosun II
改良自Formosun I。
太陽能板需面向南方
Formosun III
Formosun I 是Formosun的第三代太陽能車，歷經了將近六年改進，改良到採用碳纖維、扁形幽浮的流線型車身、車頂鋪滿太陽能晶片，也在2005年9月遠赴澳洲比賽，最終奪得達爾文秘密谷賽車場排位賽的第二名，以及第七屆世界太陽能車挑戰賽的第五名。

## 相關
- 電動車

## 外部連結

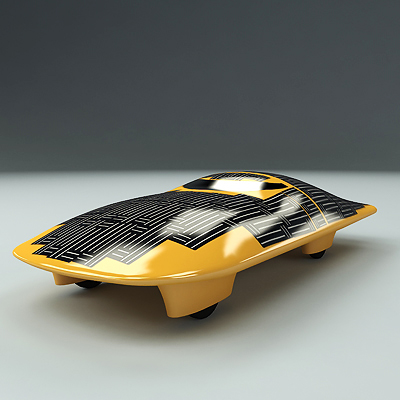
Ned，由南澳大利亞太陽能車聯盟建造，最高時速120公里。

- "Solar vehicle" - 搜索 Google 圖書
- "太陽能車" - 搜索 Google 圖書